# John Seymour, XIX duca di Somerset
John Seymour, XIX duca di Somerset (Bath, 30 dicembre 1952), è un nobile e politico britannico.

## Biografia
John è figlio di Percy Seymour, XVIII duca di Somerset e di Jane (m. 2005). Sua nonna paterna, Edith Mary Parker, era figlia di William Parker e di Lucinda Steeves, figlia a sua volta di William Steeves, uno dei padri della confederazione canadese.
Educato ad Hawtreys ed all'Eton College, si diplomò come Chartered Surveyor prima di accedere al ducato di famiglia nel 1984 con la morte di suo padre. Avendo perso la propria sede alla Camera dei Lords sulla base dell'House of Lords Act 1999, venne comunque eletto tramite regolari elezioni nel 2014, sedendo così alla Camera dei Lords come politico parlamentare.
La sede principale del duca è Bradley House, Maiden Bradley, Wiltshire, pur possedendo anche il Berry Pomeroy Castle nel Devon.
Nel 1993 venne nominato vice luogotenente del Wiltshire in 1993 e per il Devon nel 2003.
Nella sua vita politica nel 2015 ha fatto scandalo una disputa sorta per una sua pianificazione edile sulle antiche terre possedute dalla sua famiglia a Totnes, nel Devon.

## Matrimonio e figli
Il 20 maggio del 1978 sposò alla All Saints' Church di Maiden Bradley, Judith-Rose Hull, figlia di John Folliott Hull; la coppia ha avuto quattro figli:
- Sebastian Edward, lord Seymour (n. Queen Charlotte's Hospital, Londra, 3 febbraio 1982), sposa il 27 agosto 2006 Arlette Marie Léontine, figlia di Daniel Lafayeedney, di La Grasse, Francia[9]
- Lady Sophia Rose Seymour (n. 1987)
- Lady Henrietta Charlotte Seymour (n. 1989)
- Lord Charles Thomas George Seymour (n. 1992).[10]